# Matthias Meyer (Künstler)

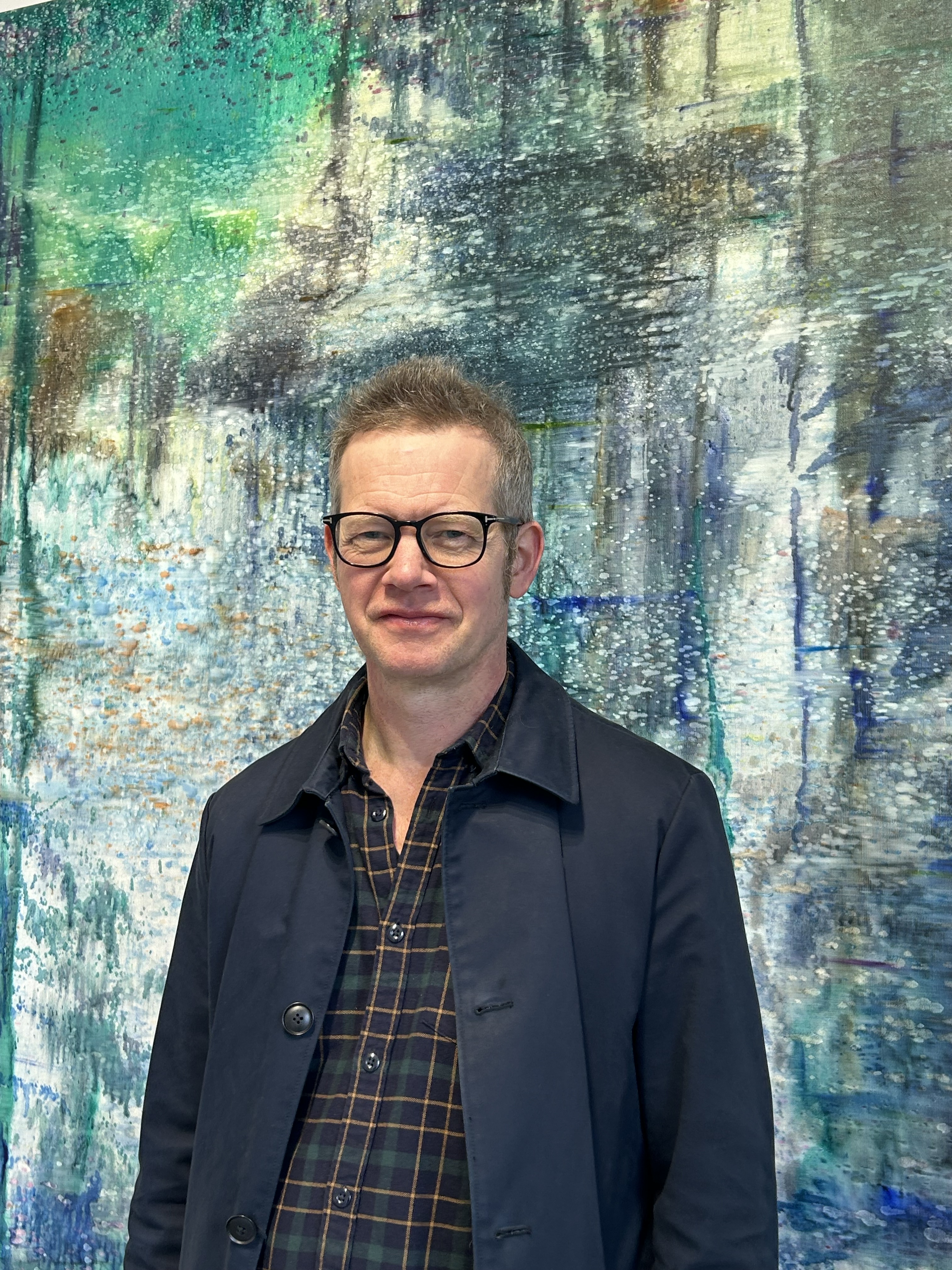
Matthias Meyer, Köln 2024

Matthias Meyer (* April 1969 in Göttingen) ist ein zeitgenössischer deutscher Künstler.

## Leben und Werk
Matthias Meyer studierte an der Düsseldorfer Kunstakademie bei Dieter Krieg und Gerhard Richter, von dem er 1994 zum Meisterschüler ernannt wurde. Im gleichen Jahr absolvierte er ein Gaststudium am Chelsea College of Art in London. Der Maler lebt und arbeitet in Mülheim an der Ruhr. Seine Werke sind in zahlreichen namhaften Sammlungen im In- und Ausland vertreten.
Meyers Werk ist geprägt durch Landschaftsbilder, Stadtansichten und Interieurs, die auf Fotovorlagen basieren. Mittels einer eigens entwickelten nass-in-nass gemalten Lasurtechnik entfernt sich der Künstler zunehmend vom Realismus der Bildvorlage und verleiht dem Gemälde den Charakter einer flüchtigen Erinnerung. Seit 2012 entstehen dabei vermehrt abstrakte, an Wasseroberflächen erinnernde Landschaften, die Einflüsse des abstrakten Expressionismus und der Farbfeldmalerei erkennen lassen.
Seine Rechte verwaltet die Verwertungsgesellschaft Bild-Kunst, Bonn.

## Stipendien und Preise
- 1994: Max-Ernst-Stipendium
- 1995: SBC European Art Competition, Preisträger Deutschland
- 2015: Arbeitsstipendium der Konrad-Adenauer-Stiftung
- 2022: Finalist Wilhelm-Morgner-Preis 2022
- 2023: Ruhrpreisträger Ruhrpreis für Kunst und Wissenschaft 2023

## Einzelausstellungen (Auswahl)
- 1994: Max Ernst Stipendium, Galerie am Schloss, Brühl
- 2007: Maha Kumbh Mela, Junge Kunst e.V. Wolfsburg (Kat.)
- 2009: The Ornament of Beauty is suspect, Danese, New York (Kat.)
- 2010: Into the Deep, Galerie Andreas Binder(Kat.)[1]
- 2011: Vom tatsächlich Sichtbaren, Kunstverein Duisburg (Kat.)[2]
- 2013: Wetland, Danese Corey, New York (Kat.)
- 2014: Insomnia, Kunstverein Leverkusen (Kat.)
- 2014: Galerie Wilma Tolksdorf, Frankfurt/Main
- 2015: New Drawings/Horizontal Paintings, Kyoto Galerie Weissraum, Japan
- 2015: Drawings, Caso, Osaka, Japan
- 2016: A Distant River, Danese Corey, New York (Kat.)
- 2017: Matthias Meyer. Gläserner Tag, Kunstmuseum Mülheim an der Ruhr (Kat.)[3]
- 2017: Pouring Oil on Troubled Waters, Galerie Wilma Tolksdorf, Frankfurt/Main
- 2018: Tiefe Wasser, Rosenhang-Museum, Weilburg an der Lahn
- 2019: Silent Water Danese Corey, New York (Kat.)
- 2020: Atropa, Galerie Andreas Binder, München (Kat.)
- 2021: Ponds and Blossoms, Carol Corey Fine Art, Kent, CT
- 2022: Stadträume, Galerie Frank Schlag, Essen
- 2023: Unbound, Galerie Wilma Tolksdorf, Frankfurt/Main

Expanding Narratives, Galerie Andreas Binder, München
- 2024: Rug Paintings, Kunstverein Speyer (Kat.)[4]

Stream - Water Landscapes, Galerie Martina Kaiser, Köln
- 2025: Rug Paintings, Galerie Frank Schlag, Essen

## Ausstellungsbeteiligungen (Auswahl)
- 1995: SBC European Art Competition, Smith's Gallery, London
- 1998: Sklizen II, Manes Museum, Prag (Kat.)
- 1999: Moerser Kunstpreis, Städtische Galerie Peschkenhaus, Moers
- 2002: Jahresgaben 2002, Kestnergesellschaft, Hannover (Kat.)
- 2003: Lebt und arbeitet in..., Neuer Kunstverein Aschaffenburg (Kat.)
- 2004: Realismus? Landschaft zwischen Wirklichkeit und Konstruktion, KunstRaum Hüll e.V.
- 2006: The Vern Collective, Walker's Point Center for the Arts, Milwaukee (Kat.)

Architecture and Landscapes, The Flat at Villa Noris, Verona
- 2007: Palisadenparenchum, Danese, New York
- 2008: Landschaft entdecken, Kunstsammlung Gera

Pures Wasser – Elementares Motiv der Gegenwartskunst, Kunstverein Villa Streccius Landau (Kat.)
- 2010: Works on Paper II, Danese, New York (Kat.)

inter-cool 3.0, Hartware Medienkunstverein, Dortmund (Kat.)
Ruhrbiennale, Duisburg (Kat.)
- 2011: Unlängst im Wald, Zentrale der Bayerischen Staatsforsten, Regensburg, (Kat.)

In the Presence of Light, Danese, New York
- 2012: Die Große Kunstausstellung NRW, Museum Kunstpalast, Düsseldorf, (Kat.)

Megacool 4.0, Künstlerhaus k/haus Wien (Kat.)
Alles Wasser, Selected works from the SOR Rusche Collection, Galerie Mikael Andersen, Berlin
- 2014: Bielefeld Contemporary. Kunst aus Bielefelder Privatsammlungen, Bielefelder Kunstverein[6]

Konstruktives Widersprechen, Sammlung Alison & Peter W. Klein, Nussdorf
Das flüssige Element – Seestücke des 17. und 21. Jahrhunderts, SØR Rusche Sammlung Oelde/Berlin in Kooperation mit dem Kunstmuseum Ahrenshoop(Kat.)
- 2015: Arcadia: Land and Sea, Danese Corey, New York

Mehr Kunst! Neuerwerbungen und Schenkungen für die Sammlung, Kunstmuseum Mülheim an der Ruhr
- 2016: salondergegenwart, Hamburg (Kat.)
- 2017: Bild und Bildnis, Kunstverein Duisburg
- 2018: 20 Jahre Kunstverein Münsterland, Kunstverein Münsterland

Emschergold, Kunsthalle Hense, Gescher
Vielen Dank für die Blumen, Beck & Eggeling International Fine Art, Düsseldorf
- 2020: Abstraction: Hot and cool, Danese Corey, New York
- 2021: Farbe – Raum – Objekt, Mülheimer Kunstverein, Mülheim an der Ruhr (Kat.)
- 2022: Die Finalisten, Wilhelm-Morgner-Preis 2022, Wilhelm-Morgner-Haus, Soest
- 2023: Earth - A collective landscape, AkzoNobel Art Foundation, Amsterdam
- 2024: Im Herzen wild. Sammlung +, Kunstmuseum Mülheim an der Ruhr
- 2025: Hazy Shades of Winter, Carol Corey Fine Art, Kent, CT, USA